# جون دبليو. فيلبس
جون دبليو. فيلبس (بالإنجليزية: John W. Phelps) هو ضابط أمريكي، ولد في 13 نوفمبر 1813 في غويلفورد في الولايات المتحدة، وتوفي بنفس المكان في 2 فبراير 1885.